# Onthophagus vethi
Onthophagus vethi é uma espécie de inseto do género Onthophagus, família Scarabaeidae, ordem Coleoptera.
Foi descrita cientificamente por Krikken em 1977.